# 阿迪克蘇丹
阿迪克蘇丹（Adik Sultan；1445年後？—1503年），是一位哈薩克汗國速檀，被同時代人稱為欽察草原的偉大速檀。

## 生平
阿迪克是哈薩克汗國奠基人賈尼別克汗的四兒子，在十五世紀的最後四分之一時間，他和他的兄弟們一起積极參與了對抗昔班尼家族的戰役，之後定居塔什干。

## 家庭
他有兩個女兒和五個兒子:
- 長女（姓名不詳），嫁給西伯利亞汗國庫楚汗的兒子阿卜杜拉·蘇丹，婚後不久就去世了。
- 楚楚克，嫁給未來的葉爾羌汗國可汗可汗拉希德
- 哈薩克汗國的塔伊爾汗
- 阿布·卡西姆
- 哈薩克汗國的拜答什汗
- 包什汗
- 科扎什